# René Just Haüy

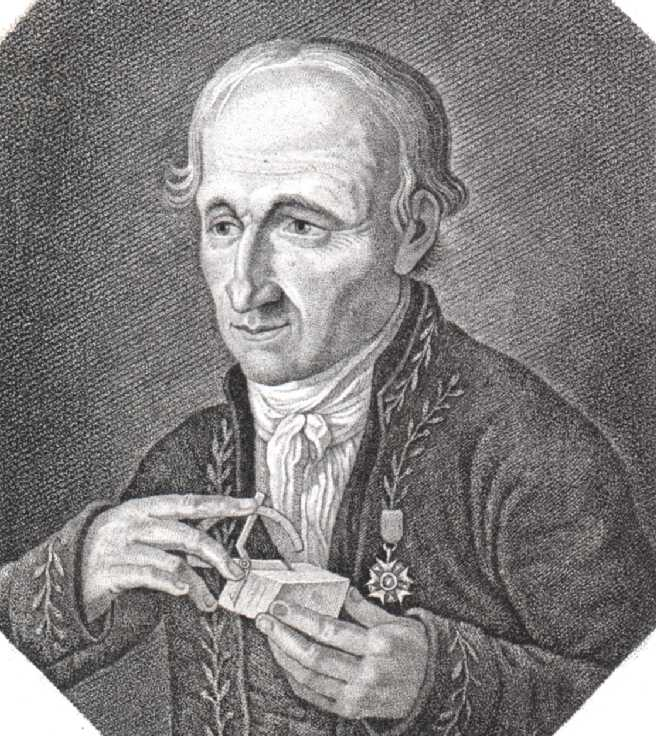
René Just Haüy met goniometer

René Just Haüy (Saint-Just-en-Chaussée, 28 februari 1743 - Parijs, 1 juni 1822) was een Franse mineraloog die als een van de grondleggers van de geometrische kristallografie wordt gezien. Jean-Baptiste Romé de L'Isle (1736–1790) deed in dezelfde tijd ook onderzoek naar kristallen.

## Leven
De vader van René Just Haüy was wever; zijn broer Valentin was de stichter van de eerste blindenschool te Parijs. Haüy studeerde in Parijs, eerst aan het Collège de Navarre en later aan het Collège du cardinal Lemoine, en werd in 1770 tot priester gewijd. Hij gaf les aan het Lemoine, maar zijn vrije tijd besteedde hij aan botanica en mineralogie. Hij werd in 1783 buitengewoon lid van de Académie des sciences als botanicus. Hij werd in augustus 1792 tijdens de Franse Revolutie vanwege zijn onwil de eed van trouw te zweren aan de nieuwe constitutie gearresteerd, maar op voorspraak van zijn collega's en zijn leerling Étienne Geoffroy Saint-Hilaire weer vrijgelaten. Haüy zelf heeft nog tevergeefs geprobeerd Antoine Lavoisier van de guillotine te redden. Haüy werd in 1793 lid van de commissie voor maten en gewichten, die zich bezighield met de invoering van het metrieke stelsel. Hij werd een jaar later, in 1794 hoogleraar in de natuurkunde aan de École normale de l'an III en in 1795 conservator en hoogleraar in de kristallografie aan de École des mines. Hij trad in datzelfde jaar tot het Institut de France toe. Hij correspondeerde met geleerden uit heel Europa en werd lid van verschillende buitenlandse wetenschapssociëteiten, waaronder de Hollandse Maatschappij der Wetenschappen te Haarlem, in 1803. Hij doceerde vanaf 1802 mineralogie aan het Muséum national d'histoire naturelle waar hij tot 1822 zou blijven. Hij bezette in 1809 de voor hem in het leven geroepen leerstoel voor de mineralogie aan de Faculté des sciences de Paris. Tijdens de Restauratie werden hem de privileges van zijn functie als hoogleraar ontnomen, waaronder zijn inkomen. Hij leefde zijn laatste jaren in armoede en stierf op in 1822, op 79-jarige leeftijd, na een valpartij in zijn kamer. Hij ligt begraven op het Cimetière du Père-Lachaise in Parijs. Hij is een van de 72 Fransen wier namen in reliëf op de Eiffeltoren zijn aangebracht. 

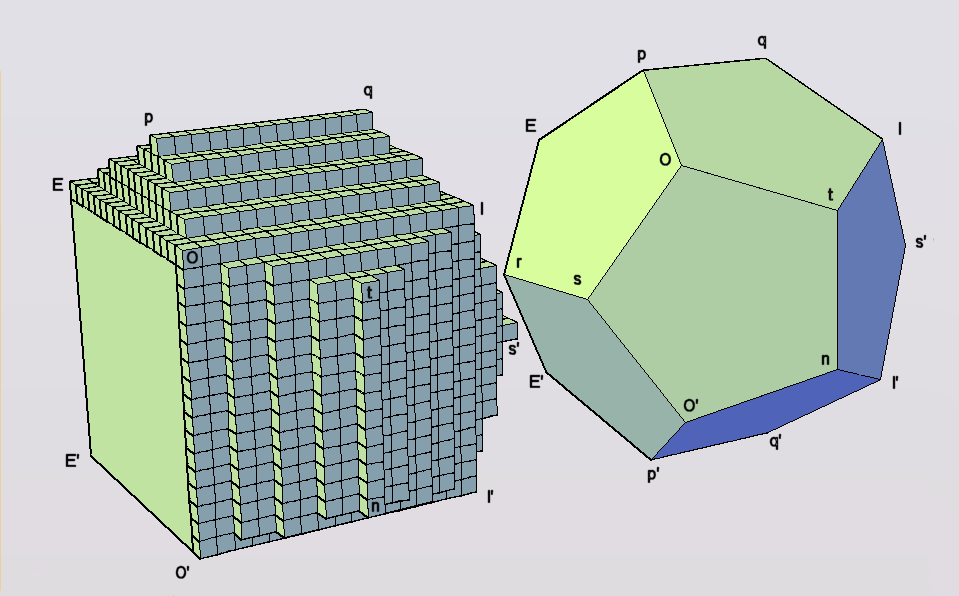
dodecaëder opgebouwd uit kleinere eenheidskubussen
naar een tekening van Haüy in Traité de Minéralogie, 1801.
De hoekpunten die de kubus en de dodecaëder met elkaar gemeenschappelijk hebben gaf Haüy de letters A, E, I, O en A', E', I' O', de overige hoekpunten n, p, q, r, s, t en n', p', q', r', s', t'.

## Werken
Haüy toonde aan dat de uitwendige vorm van een kristal het resultaat is van de opeenstapeling van kleinere bouwstenen die hij molécules intégrantes noemde, en waaraan zijn leerling Gabriel Delafosse in 1840 het begrip maille, eenheidscel, ontleende. Volgens de overlevering liet hij een zeshoekig prisma van calciet uit de collectie van zijn vriend France de Croisset uit zijn handen vallen. Toen hij de brokstukken opruimde, viel het hem op dat deze ofwel dezelfde vorm hadden als het oorspronkelijke kristal, ofwel de (totaal andere) vorm hadden van kristallen IJslandspaat. Er was al bekend dat ijslandspaat en calciet dezelfde chemische samenstelling hebben, Haüy's logische denkstap was dan ook dat de verschillende verschijningsvormen door een verschillende opstapeling van dezelfde eenheidskristallen worden veroorzaakt. Dit idee was niet nieuw, maar Haüy werkte het in meer dan honderd verhandelingen uit.

### Elektrische eigenschappen van kristallen
Hij ontdekte in 1817 dat kristallen elektrische eigenschappen hebben die kunnen worden veranderd door druk: het piëzo-elektrisch effect, door wrijving: het tribo-elektrisch effect of door verwarming: het pyro-elektrisch effect. Haüy is de naamgever van de kristallen actinoliet, dioptaas, epidoot en nog vele andere. Het kristal haüyn is naar hem genoemd.

### Kristalmodellen
Haüy heeft onder andere voor educatieve doeleinden kristalmodellen van perenhout vervaardigd. De Nederlandse chemicus Martinus van Marum, directeur van het Teylers Museum, kocht in 1802 zevenhonderd van dergelijke modellen van Haüy. Ook het Universiteitsmuseum van Utrecht beschikt over dergelijke modellen.

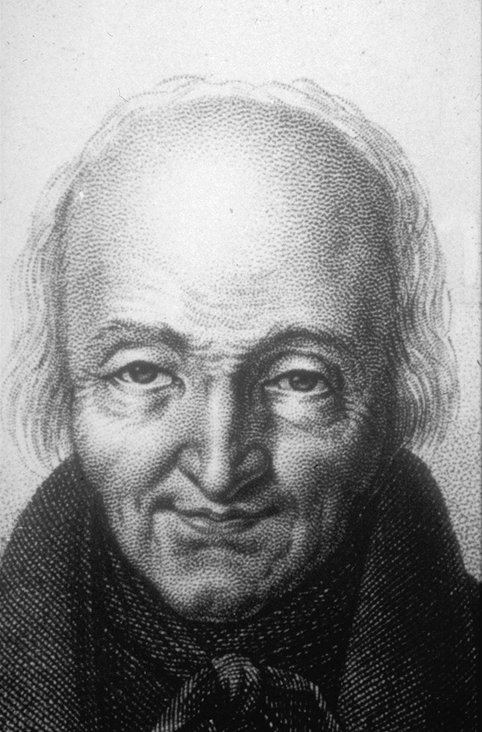
René Just Haüy

### Correspondentie
- La correspondance de Haüy et de Van Marum, geredigeerd door R. Hooykaas, Bulletin de la Société française de minéralogie et de cristallographie, deel 72, 1949.

Haüy schreef talrijke artikelen voor een aantal tijdschriften, met name voor het Journal de physique en Annales du Museum d'Histoire Naturelle.
De tweehonderdste verjaardag van zijn dood wordt in 2022 gevierd ter gelegenheid van het Internationale Jaar van de Mineralogie 2022, dat in samenwerking met de UNESCO wordt georganiseerd.
- Biblioteca Nacional de Chile: 000161301
- Biblioteca Nacional de España: XX1653620
- Bibliothèque nationale de France: cb12276345g (data)
- CiNii: DA01793927
- Gemeinsame Normdatei: 119097125
- International Standard Name Identifier: 0000 0001 0857 9617
- Library of Congress Control Number: n82157917
- Mathematics Genealogy Project: 124286
- Nationale Bibliotheek van Tsjechië: nlk20000088089
- Nationale bibliotheek van Australië: 35794350
- Nationale Bibliotheek van Israël: 987007275048705171
- Nationale Bibliotheek van Polen: a0000003110798
- Nederlandse Thesaurus van Auteursnamen: 121365662
- Réseau des bibliothèques de Suisse occidentale: 02-A006417833
- LIBRIS: 301949
- SNAC: w6wd4423
- Système universitaire de documentation: 031575153
- Trove: 1090790
- Virtual International Authority File: 61606340
- WorldCat: E39PBJfrJvTDDqxHFjFJ6PPvpP